# Хромозом 22 (човек)
Хромозом 22 је аутозомни хромозом у хуманом кариотипу. Према положају центромере припада акроцентричним хромозомима. Према Денверској конференцији из 1960. године. сврстан је у G групу. Изграђен је од 56 милиона парова база ДНК што представља око 2% укупне количине ДНК у ћелији.

## Аберације хромозома 22
Делеција дугог крака, 22q- (G делеција синдром II) се манифестује :
- епикантусни набори;
- хипотонија;
- синдактилија;
- заосталост у развоју.

## Мапирани гени и болести/поремећаји
Гени мапирани на овом хромозому узрокују следеће болести и поремећаје:
- синдром мачјег ока
- тромбофилија
- катаракта, тип 2
- хронична мијелоидна леукемија
- неуроепителиом
- плућна алвеоларна протеиноза
- менингиом
- спиноцеребрална атаксија
- леукоенцефалопатија
- аутизам, сукцинил пуринемички
- манија крађе
- Канзакијева болест
- глутатионурија
- делимична епилепсија и др.